# キャプテン・オリマー
キャプテン・オリマー (Captain Olimar) は、任天堂のコンピュータゲームピクミンシリーズに登場する架空のキャラクター。

## プロフィール
- 所属：ホコタテ運送・ベテラン社員
- 名前：オリマー
- 身長：3cm
- 出身：ホコタテ星

## 人物
『ピクミン』（以降、『1』）、『ピクミン2』（以降、『2』）、『Hey! ピクミン』（以降、『Hey!』）の主人公。一人称は「私」。『ピクミン2』での声優は戸高一生。『ピクミン3』（以降、『3』）、『ピクミン4』（以降、『4』）にも、登場する。
ホコタテ星という惑星の運送会社「ホコタテ運送」に宇宙船のドライバーとして勤務する男性。小型貨物から宇宙資源までさまざまな物資の運搬を頼まれ、宇宙航海士としては確かな腕を持つ。公式サイトによると「結構名前の知られたベテラン宇宙航海士」らしい。ただし機械に詳しいわけではなく、宇宙船のパーツのコメントには「必要とされているが、なぜかはわからない」といったものがある。
3本の髪の毛が生えた頭に団子鼻、小太りの体型をしている（『2』ではダイエット中という描写がある）。
既婚者で、家族は妻と息子、娘がいる。家族への愛情は強いが、日記や家族からのメールによるとオリマーの稼ぎへの執着が強い妻には頭は上がらない（ただし『Hey!』の図鑑メモでは、娘が妻のようなレディになりたいと言っているのに対して反対していない模様で、妻を嫌っているわけではないと窺える）。『1』での彼の日記や『2』での図鑑メモを見ると、宇宙の「冒険家」になるという夢があるようで、未開の星の探索の危険さを認識しながらも、ロマンを持ちながら楽しんでいるという節が見受けられる。
冒険家を夢見ただけのことはあり、お宝や洞窟、原生生物の観察や考察についてはかなり専門的である。『2』のお宝図鑑では自分のことを「意志が固い」と自負している記述をしており、実際に欲望に流されない性格のような描写が見られる。一方でPNF-404のお宝（食品）にはどうしても食欲をそそられるといった記述をしていたり『1』でほとんど宇宙船のパーツを集めないまま30日目が近づくと航海日誌に弱音を書きはじめることがあり、心の弱さがないというわけではない。
また、ケチな性分のようで、外出先における食事のほとんどは「宇宙一番ヌードル」や「ホコタテヌードル」という安価なインスタント食品で、自炊は下手であることが『2』のお宝図鑑メモに暗示されている。家や宇宙船にはヘソクリを隠していた。音痴でもあり、音楽は下手の横好きである。『3』の航海日誌によると、5種のピクミンを20匹ずつ連れると歌うことがあることを発見した際、彼も一緒に歌ったところ、途端に静まり帰られたらしい。
好物は、ピクミンの名前の由来となったホコタテ星の野菜である「ピクピクニンジン」で、特にスープがお気に入り。飲み物は「マシュルームティー」なるものを愛飲している（名前からするとキノコを使ったお茶か）。
名前の由来は任天堂の代表キャラクター、マリオのアナグラムである。
作中でのストーリー上、何かとトラブルに見舞われやすい傾向があるようで、休暇での一人旅の途中、隕石に衝突されて、PNF-404（未知の惑星）に不時着したり、そこを脱出した後に、会社倒産の危機に直面したり、惑星探索の過程で相棒のルーイとはぐれてしまったり、探索中に宇宙船を惑星の原生生物に破壊されたり、捕まってしまったり等、様々な災難にあっている。
『3』ではビンゴバトルモードで、2P側の操作キャラとして登場。他、ストーリーモードでは、彼が書いたメモが登場する。
Wii Uのブラウザ機能で閲覧できる『3』のオリマーとルーイの調査レポートでは、相方のルーイのピンチに動じない胆力の持ち主であることが窺える。

## 作中での動向

### ピクミン
働き通しだった自分へのご褒美として、休暇をもらって愛機の宇宙船「ドルフィン号」で宇宙旅行（実際は気ままな一人旅）に出たのだが、帰路においてドルフィン号が岩塊に衝突（マッシュルームティーなるお茶を飲もうと自動操縦にして席を立ったのが原因だったらしい）、それによって未開の惑星に墜落･遭難してしまう。奇跡的にもオリマー自身は気絶だけですんだのだが、ドルフィン号はバラバラになって星の各地にパーツが散ってしまい、さらに墜落した星の大気にはホコタテ星人にとっては猛毒となる「酸素」が多量に含まれており、生命維持装置のバッテリーも30日しか持たないという絶望的な状況に陥ってしまう。しかしそこで半動半植物の不思議な生命体「ピクミン」を発見、そのピクミンたちを指示して惑星に住む原生生物達との戦いを切り抜けながら、どうにか宇宙船のパーツを回収・修理することに成功、無事脱出し生還を果たす。そして後にこの時のエピソードをまとめた著書を発売している他、講演活動なども行っている。

### ピクミン2
オリマーが不時着した未知の惑星から、ドルフィン号の修復に成功し、脱出、帰還した所から始まる。
オリマーの旅行中に起きたトラブルによってホコタテ運送は倒産の危機に見舞われており、帰還したオリマーのドルフィン号も借金のカタとして差押られてしまう。だが、息子のお土産として持って帰ってきた未開の星で見つけた物体が金銭的な価値があることが判明、新入社員のルーイと共に借金返済のため唯一会社に残っていた「ドルフィン号初号機」に乗り込んで再度未開の星へと向かうこととなる。
そこで赤、黄、青ピクミンに加え、新たに紫、白ピクミンの力を得て借金返済額までお宝を集め、一旦はホコタテ星へ帰還したが、途中、ルーイが失踪、行方不明となり、新たにホコタテ運送の社長と共に三度、未開の星へ戻り、これまでのエリアに加え新たな探索エリアにて残りのお宝を集めつつ、遂にルーイをとある地下洞窟の深奥部にて発見、保護しようとするが、巨大な怪虫ヘラクレスオオヨロヒグモが出現、5色のピクミンを一掃可能なお宝を用いた強力な攻撃を前に苦戦を強いられながらも撃破し、ルーイを救出、無事にホコタテ星へ帰還した。

### ピクミン3
前回でのお宝回収の後、社長が新事業に失敗した事で再び借金を背負った影響を受け、再びルーイと共にコッパイ星人によってPNF-404と名付けられた例の星に借金返済とドルフィン号を買い戻すための資金集めとして宝探しに訪れ、その際コッパイ星人の宇宙船・ドレイク号のワープドライブ・キーを拾うが、ドルフィン初号機も巨大生物・ヌマアラシに壊され、ルーイともはぐれた上、謎の生物、アメニュウドウに捕まり連れ去られてしまうが、食料調達に訪れていたドレイク号の乗組員・コッパイ星人のアルフ、ブリトニー、チャーリーの3人が、ルーイからの救難信号を受け、居場所を聞き出し、ピクミンと力を合わせてアメニュウドウを退けて救出され、無事ホコタテ星へと送還される。
上記のビンゴバトルモードの他に、2013年12月2日より配信を開始したミッションモードの追加ステージセット第3段でも、一部のステージにてアルフ・ブリトニーのいずれかと共にプレイヤーキャラクターとして操作可能。それまでのコッパイ星人と同様に台詞を喋る描写もある。また彼が登場するステージでは必ずルーイが原生生物に捕まっており、彼もピクミンで搬送すると操作が可能になる。オリマー同様に台詞も用意されている。

#### ピクミン3 デラックス
主にピクミン3と同じ内容だが、原生生物図鑑がついたなどの付け加えがあり、「Ｎiｎtendo　switch」でも出来る、
「ピクミン3」。

### Hey! ピクミン
ドルフィン２号機という新しいロケットに乗って荷物を運送し、ホコタテ星に帰ろうとワープをするが失敗し小惑星群のある場所にワープしてしまい衝突し未開の惑星（ゲーム中のドルフィン２号機の発言からPNF-404ではないと思われる）に墜落する。墜落の際「キラキラエネルギー」と呼ばれるドルフィン二号機の燃料が流出し、30000キラ集めなくてはいけなくなる。幸い、ピクミンの協力でキラキラエネルギーや墜落時に落とした「キラキラエネルギー変換装置」を回収することに成功し無事にホコタテ星に帰還する。

## 宇宙服
オリマーの宇宙服は手足の部分と背中についている装置とアンテナのライトが赤である。
『ピクミン2』では探検キット（主にボスがもっている特定のお宝）を入手することで、宇宙服を強化できる。
『ピクミン3』では上記の強化した宇宙服は社長が借金のカタに売り払ってしまい、社長が通販ショップで購入したとされる安物を支給された。

## 家族構成
- 妻
- 息子（長男・長女の兄）
- 娘（長女・長男の妹）
- ペット（原生生物のチャッピーによく似た宇宙犬）

## オリマーメモ
『ピクミン2』では「生物図鑑」と「お宝一覧」でオリマーメモを見ることができる。
生物図鑑では、原生生物の「和名」や属する「科」に加え、生態や特徴について書かれている。
お宝一覧では、彼自身の心境が書かれている。

## 大乱闘スマッシュブラザーズシリーズ
『大乱闘スマッシュブラザーズDX』ではキャプテン・オリマーのフィギュアが登場した（ただし「同じメモリーカードにGC版のピクミンのセーブデータがあること」という、ちょっと変わった入手条件）。
『大乱闘スマッシュブラザーズX』ではピクミン達とともにプレイヤーキャラクター「ピクミン&オリマー」として初参戦。なお、さすがに原作における身長設定（3cm）では戦闘が出来ないので、元よりも遥かに大きくなっている（身長182cmの設定であるスネークと比較すると、約半分の身長のため、スマブラ内での彼の身長は90cm前後だと思われるが、それでも登場キャラクターの中では最小クラス）。またスマブラの特性上、かなりの高さのジャンプと空中ジャンプができるようになっている。
ピクミンを地面から最大6匹まで引っこ抜き、それをお供に連れて行動する特殊なキャラクター。ピクミンがいなければオリマー本人にほとんど力は無く（例としてスマッシュ攻撃や一部の空中攻撃が出来ず、そのことを配慮してか、ホームランコンテストで使用する場合にはあらかじめ紫ピクミンを3匹連れた状態でゲームが始まる。また、ホームランコンテスト内では、いくらピクミンを引っこ抜いても紫ピクミンしか出てこない仕様となっている）、また地面によって引っこ抜けるピクミンにも違いがあり（赤・青・黄・紫・白の5種が登場し、それぞれ攻撃性能が異なる上、ランダムで引っこ抜ける）、完全に使いこなすのは難しい上級者向けキャラクターだが、攻撃リーチが長い・身体の小ささ故に当たり判定が小さい・動きが軽快、という長所もある。ちなみに「最後の切りふだ」は「一日の終わり」で、オリマーがドルフィン初号機に搭乗して地表を離れ、その間に原生生物によってダメージを与え、最後にドルフィン初号機が突っ込んで敵を吹き飛ばすという強力な技。
『X』のアドベンチャーモード『亜空の使者』では、巨大ロボットにピクミンを立て続けに倒されてピンチに陥るが、キャプテン・ファルコンの助けによって難を逃れ（しかしピクミンはファルコンの着地時、慣性で滑走する彼に轢かれてしまい、ほぼ全滅）、以後ファルコンと共に行動を始める。黒幕が潜む亜空間への突入の際にはドルフィン初号機を操縦してファイター達を運ぶという大役を果たすことになり、アーウィン、ワープスター、ファルコンフライヤーと共に爆発する戦艦ハルバードの中から現れる。他の3人とは違ってこうした荒事とはほとんど無縁のはずだが、宇宙という危険な場所で運搬業をしていただけあって、巧みな操縦で敵の切り札･亜空砲戦艦の砲撃を避けていった（亜空間突入時には今にも落ちそうだったが）。
なお採用の理由は、近年は『どうぶつの森』や『Touch! Generations』などのスマブラの世界観が合わないキャラクター、もしくは戦えるキャラクターがいない新規ゲームが多い中、ゲームキューブのソフトで、新しい世界観のバトルゲームキャラクターであったためだとディレクターの桜井政博は述べている。製作時、オリマーを追随して動くというピクミンの動きがプログラマー泣かせで制作に困難だったが、それだけ他のキャラクターには無い個性が出せたとも語っていた。
『for』にもプレイヤーキャラクターとして参戦している。『X』と違い、ピクミンを一度に3匹までしか連れられなくなったが、引っこ抜く順番が赤・黄・青・白・紫に固定されており、作戦を立てやすくなった。また、上必殺ワザでは羽ピクミンを使うようになった。デザインも『3』準拠のものへ変更されたほか、カラーバリエーションによって『3』の主人公・アルフに変更することもでき、その場合は名前も「ピクミン&アルフ」に変わる（性能はオリマー・アルフ共に同じ）。

## 登場作品
- ピクミン
- ピクミン2
- ピクミン3
- ピクミン4
- Hey! ピクミン
- 大乱闘スマッシュブラザーズDX
- 大乱闘スマッシュブラザーズX
- 大乱闘スマッシュブラザーズ for Nintendo 3DS / Wii U
- 大乱闘スマッシュブラザーズ SPECIAL